# Palmesel

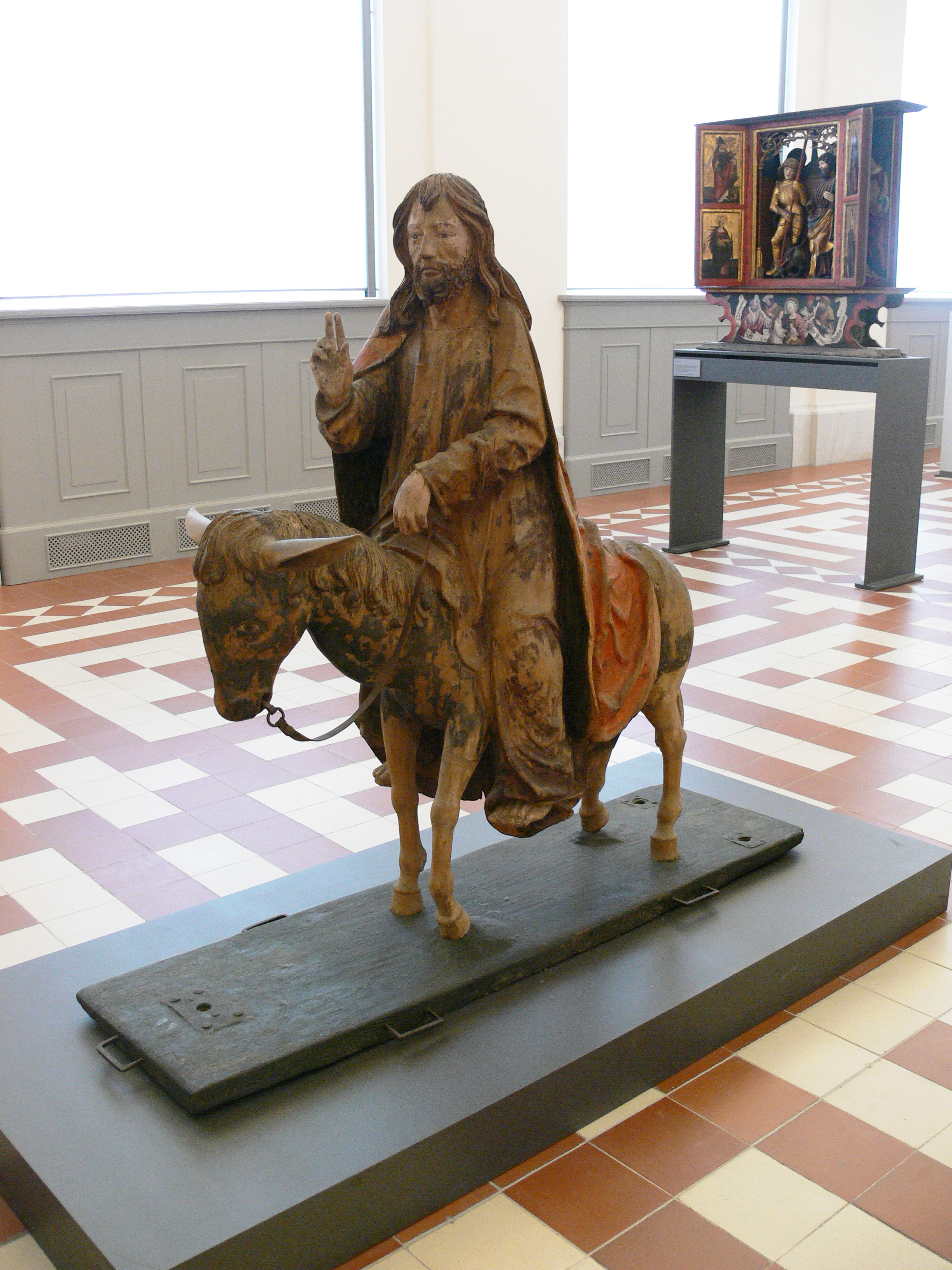
Der Palmesel in der Berliner Skulpturensammlung

Der Palmesel ist Teil des Brauchtums bei der Palmprozession der römisch-katholischen Kirche am Palmsonntag im südlichen deutschen Sprachraum.

## Geschichte und Gestaltung
Die Palmprozession mit grünen Zweigen und Hymnen erinnert an den festlichen Einzug Jesu Christi in Jerusalem auf dem Rücken eines Esels. Sie ist seit dem 7. Jahrhundert belegt. Seit dem 10. Jahrhundert ritten die Dorfpfarrer bei der Palmprozession auf einem Esel mit. In der Lebensbeschreibung des heiligen Ulrich wird dieser Ritt ausführlich geschildert. Da der Esel sich dabei häufig recht störrisch verhielt, wurde er meist durch einen hölzernen Esel mit einer reitenden Christusfigur ersetzt. Der Palmesel-Umritt wurde vor allem zur Zeit der Aufklärung zurückgedrängt; seine Verwendung im Rahmen der kirchlichen Feier war zeitweilig vielerorts verboten. In Salzburg etwa verbot Erzbischof Hieronymus von Colloredo 1779 und erneut 1782 solche „theatralische Darstellungen“ des liturgischen Geschehens. Dies führte zur Zerstörung vieler Palmesel. 1897 soll es in ganz Bayern nur noch 50 erhaltene Palmesel gegeben haben.

## Beispiele
Ein künstlerisch bedeutender Palmesel aus dem späten Mittelalter (stilistisch datiert: um 1530) steht seit 1915 in der  Skulpturensammlung in Berlin. In Kößlarn wird ein Palmesel erstmals 1481 in einer Kirchenrechnung erwähnt. Der spätgotische Palmesel wurde erst im Jahr 2002 durch einen neuen ersetzt. Das Stadtmuseum Bozen verwahrt einen Palmesel von 1498, den Hans Klocker geschnitzt hat. Das Kloster Metten besitzt einen Palmesel aus der Barockzeit, ebenso die Pfarrei Zwiesel. In St. Martin in Landshut steht als Dauerleihgabe ein neuer Palmesel, im dortigen Heimatmuseum eine der frühesten mittelalterlichen Figuren. Der Palmesel aus Puch bei Hallein im Land Salzburg (Österreich) stammt aus dem 17. Jahrhundert. In Tirol sind im kirchlichen Brauchtum gleich alte Palmesel in Thaur und in Hall in Tirol erhalten. Das Germanische Nationalmuseum in Nürnberg hat vier Palmesel in seiner Sammlung; davon sind zwei in der Dauerausstellung zu sehen. Darunter ist ein Palmesel, der von einem Schüler des  Veit Stoß gefertigt wurde. Der Palmesel, fällt durch seine aufwendig detailliert ausgearbeitete Darstellung der Sehnen und Muskeln auf. Auf der Bodenplatte des Esels sind rote Mäntel und Weidenzweige zu erkennen. Jesus zeigt den Segensgestus und trägt ein schwarz - goldenes Gewand. Datiert wird der Esel um 1505.

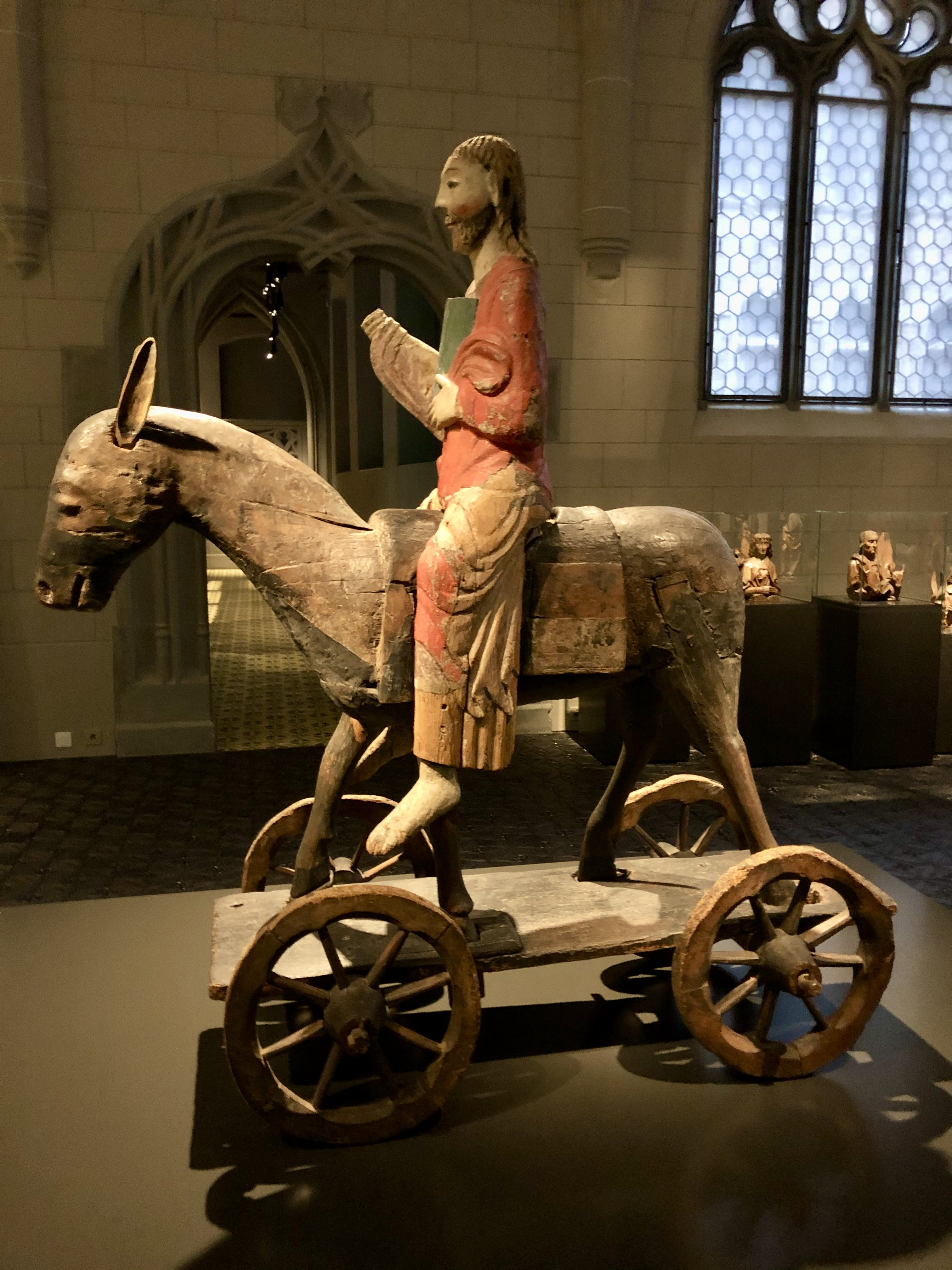
Palmesel aus Steinen SZ, um 1055, Landesmuseum Zürich
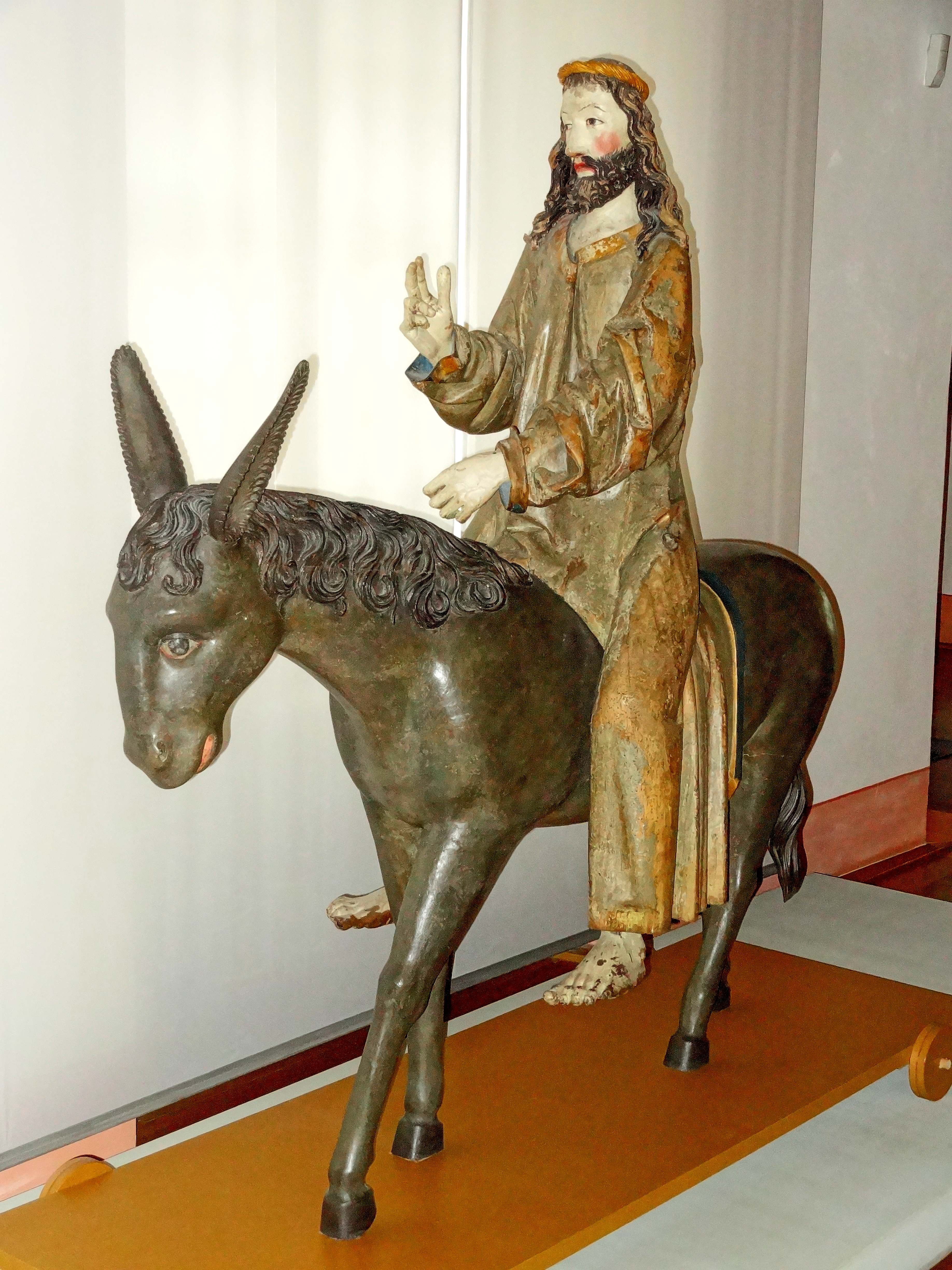
Palmesel im Franziskanermuseum, Villingen
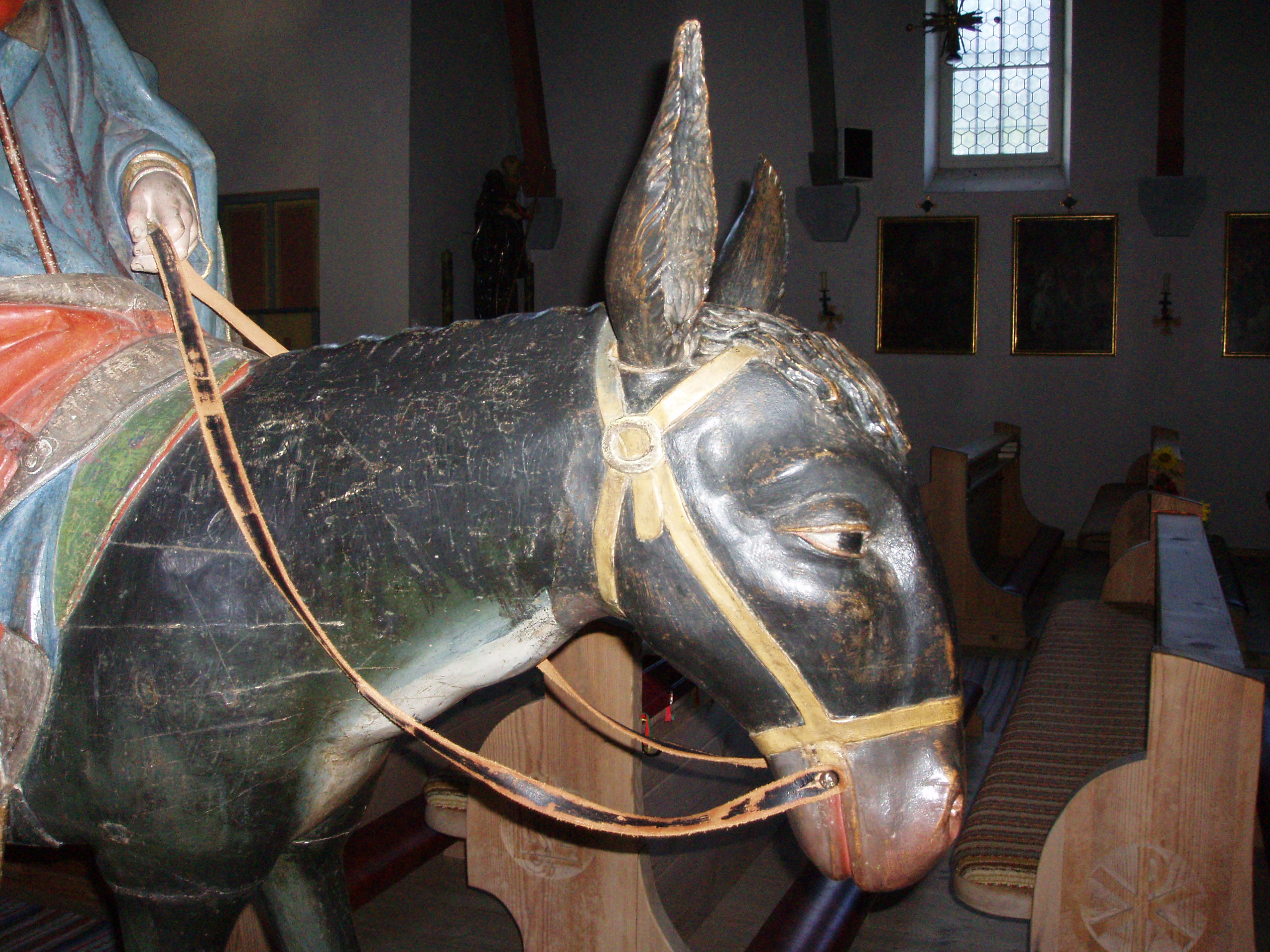
Detail des Palmesels der Kirche in Bad Oberdorf

## Übertragener Sinn
Die Bezeichnung „Palmesel“ wurde auch im übertragenen Sinn auf Menschen mit ähnlich ungebührlichem Verhalten angewandt. So nannte man lange Zeit den Buben, der mit seinem Palmwedel als letzter die Kirche betrat, den Palmesel. In Würzburg war hingegen üblich, den Kirchenbesuchern, die entgegen der Tradition in abgetragener Kleidung zum Gottesdienst erschienen, einen mit Kreide eingestaubten Stoffesel auf die Kleidung zu drücken, sie sinnbildlich als „Palmesel“ zu kennzeichnen. Heute wird dasjenige Familienmitglied – meist nur der Bub – als Palmesel gehänselt, das als letztes am Palmsonntag aufsteht.